# Radosław Parda
Radosław Parda (Wrocław; 28 de Junho de 1979 — ) é um político da Polónia. Ele foi eleito para a Sejm em 25 de Setembro de 2005 com 7856 votos em 33 no distrito de Kielce, candidato pelas listas do partido Liga Polskich Rodzin.